# Бані Мазурські (гміна)
Гміна Бані Мазурські (ґміна Бане-Мазурське, пол. Gmina Banie Mazurskie) — сільська гміна у північній Польщі. Належить до Ґолдапського повіту Вармінсько-Мазурського воєводства.
Станом на 31 грудня 2011 у гміні проживало 3947 осіб.

## Територія
Згідно з даними за 2007 рік площа гміни становила 205.02 км², у тому числі:
- орні землі: 58.00 %
- ліси: 30.00 %

Таким чином, площа гміни становить 26.56 % площі повіту.

## Солтиства
1. Бані Мазурські
2. Домбрувка-Польська
3. Ґродзисько
4. Ґрижево
5. Яґеле
6. Ягочани
7. Кежки
8. Ліси
9. Мічули
10. Медунишки-Мале
11. Обшарники
12. Роґале
13. Сапалувка
14. Скалішкейми
15. Сурміни
16. Сциборки
17. Врубель
18. Завади
19. Земяни
20. Жабін

## Села
1. Антомешки
2. Аудинішки
3. Бяли Двур
4. Борек
5. Брожайце
6. Будзиска
7. Чупово
8. Домбрувка-Польська (хутір)
9. Ґрунайки
10. Янки
11. Єґлево
12. Кермушини-Мале
13. Кермушини-Вєльке
14. Клевіни
15. Круки
16. Кулше
17. Ліски
18. Мацейова Воля
19. Мечкувка
20. Мешнікі
21. Медунішки-Вєльке
22. Новіни
23. Радкейми
24. Рапа
25. Рожанка-Двур
26. Стадниця
27. Старе-Ґайдзє
28. Стари-Жабин
29. Шарек
30. Слуза
31. Устроне
32. Венґорапа
33. Відґіри
34. Вулька
35. Закалче-Вєльке
36. Запали
37. Зєльони-Лясек
38. Зємянки
39. Жабін-Ґранічни
40. Жабін-Рибацькі

## Населення
Станом на 31 грудня 2011:
| Опис     | Загалом | Загалом | Чоловіки | Чоловіки | Жінки | Жінки |
| -------- | ------- | ------- | -------- | -------- | ----- | ----- |
| одиниця  | осіб    | %       | осіб     | %        | осіб  | %     |
| все      | 3947    | 100     | 1980     | 50.16    | 1967  | 49.84 |
| міське   | 0       | 100     | 0        |          | 0     |       |
| сільське | 3947    | 100     | 1980     | 50.16    | 1967  | 49.84 |

## Сусідні гміни
Гміна Бане-Мазурське межує з такими гмінами: Будри, Ґолдап, Ковале-Олецьке, Круклянкі, Позездже.